# Nałanek zbożowy
Nałanek zbożowy, nałanek kłosiec, nałan kłosiec (Chaetopteroplia segetum) – gatunek chrząszcza z rodziny poświętnikowatych i podrodziny rutelowatych. Zamieszkuje zachód palearktycznej Eurazji.

## Taksonomia
Gatunek ten opisany został po raz pierwszy w 1783 roku przez Johanna Friedricha Wilhelma Herbsta pod nazwą Melolontha segetum. Stanowi gatunek typowy swojego rodzaju. Wyróżnia się w jego obrębie 11 podgatunków:
- Chaetopteroplia segetum balcanicola (Machatschke, 1961),
- Chaetopteroplia segetum cordofana Burmeister, 1855,
- Chaetopteroplia segetum cretica Baraud, 1993,
- Chaetopteroplia segetum croatica (Machatschke, 1961),
- Chaetopteroplia segetum griseovillosa (Machatschke, 1961),
- Chaetopteroplia segetum rasa Zoubkov, 1833,
- Chaetopteroplia segetum segetum (Herbst, 1783),
- Chaetopteroplia segetum solitarium Muche, 1962,
- Chaetopteroplia segetum straminea (Brullé, 1832),
- Chaetopteroplia segetum velutina (Erichson, 1847),
- Chaetopteroplia segetum zoubkovii (Krynicki, 1832).

## Morfologia

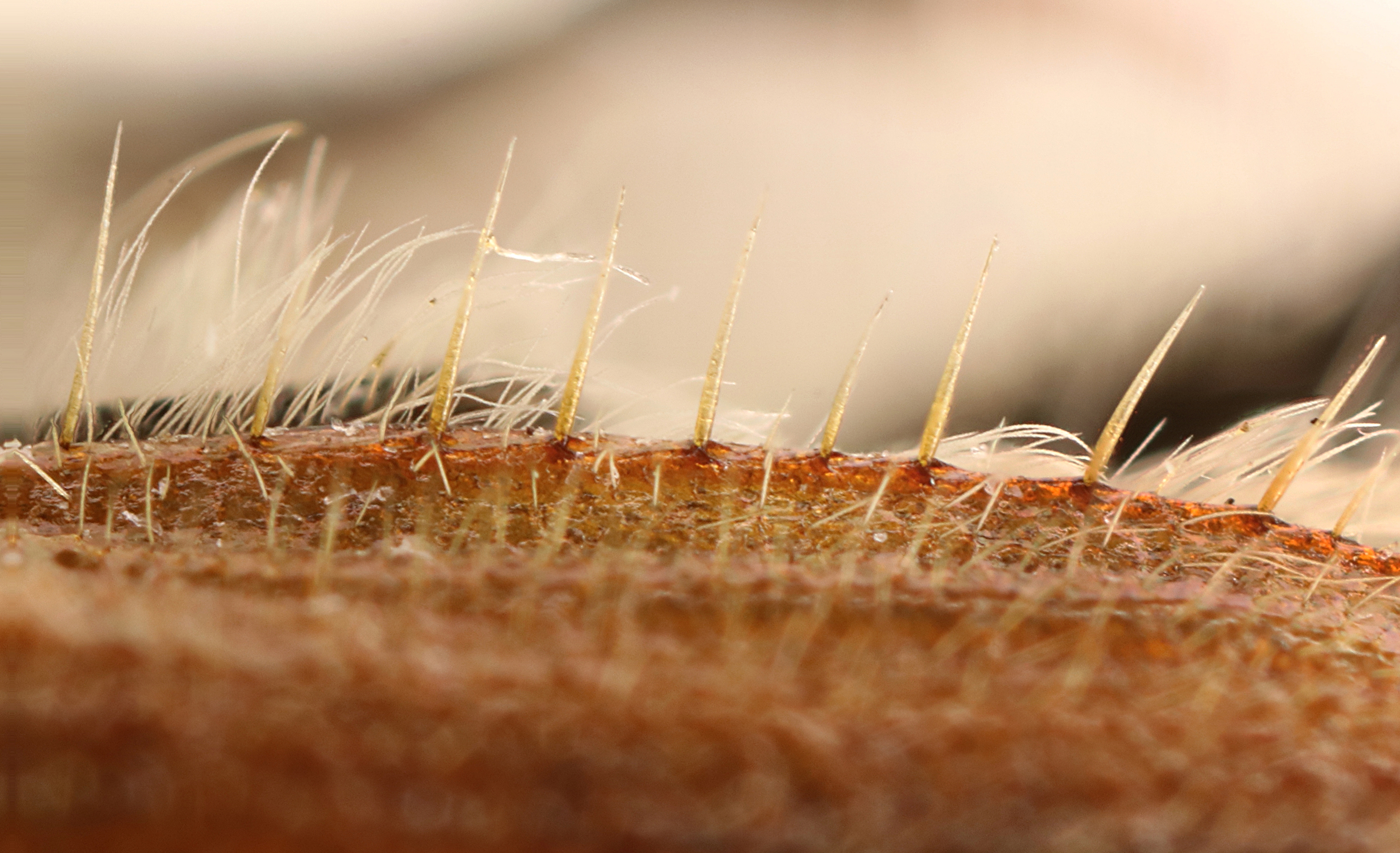
Krawędź pokrywy

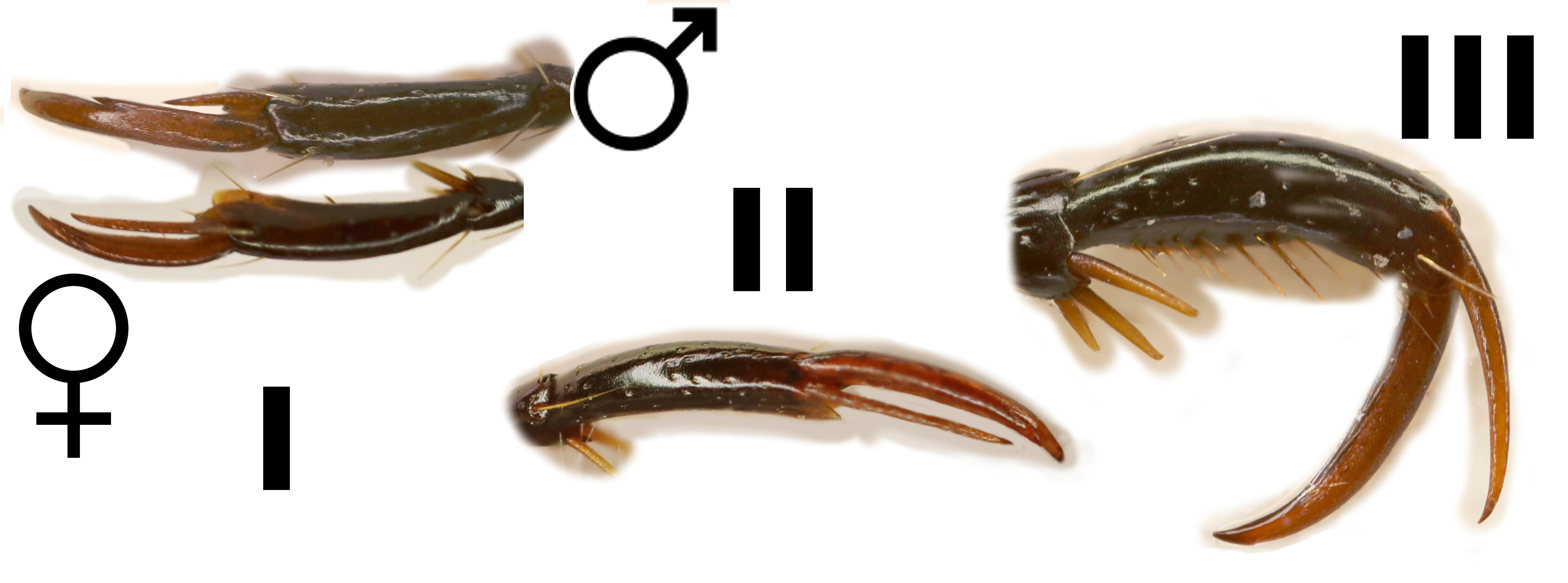
Budowa pazurków

Chrząszcz o owalnym w zarysie ciele długości od 9 do 12 mm. Głowa, przedplecze i tarczka są brunatne do czarnych z metalicznym połyskiem w odcieniu zielonym lub kawowym, u samicy bardzo gęsto porośnięte prawie białym, miejscami przylegającym owłosieniem, u samca porośnięte owłosieniem ciemniejszym, trochę mniej gęstym i bardziej odstającym. Głowa ma przód nadustka przekształcony w szeroką blaszkę, ciemię pozbawione podłużnej, wgłębionej linii oraz całkowicie czarne czułki. Pokrywy są żółtobrunatne do czerwonobrunatnych, u samicy z czarną, kwadratową plamą nieopodal tarczki, u samca zwykle bez takiej plamy. Cała powierzchnia pokryw stosunkowo gęsto porośnięta jest długimi, odstającymi włoskami, a ich krawędzie opatrzone są długimi szczecinkami. Boczne brzegi pokryw pozbawione są żeberkowatego pogrubienia. Na pygidium występują średniej długości włoski, nietworzące na jego szczycie zagęszczonej kępki. Barwa spodu ciała i odnóży jest czarna. Przednie odnóża mają stopy u samca krótkie i masywne, u samicy cieńsze i dłuższe. Odwłok ma sternity gęsto obrośnięte przylegającymi włoskami.

## Ekologia i występowanie

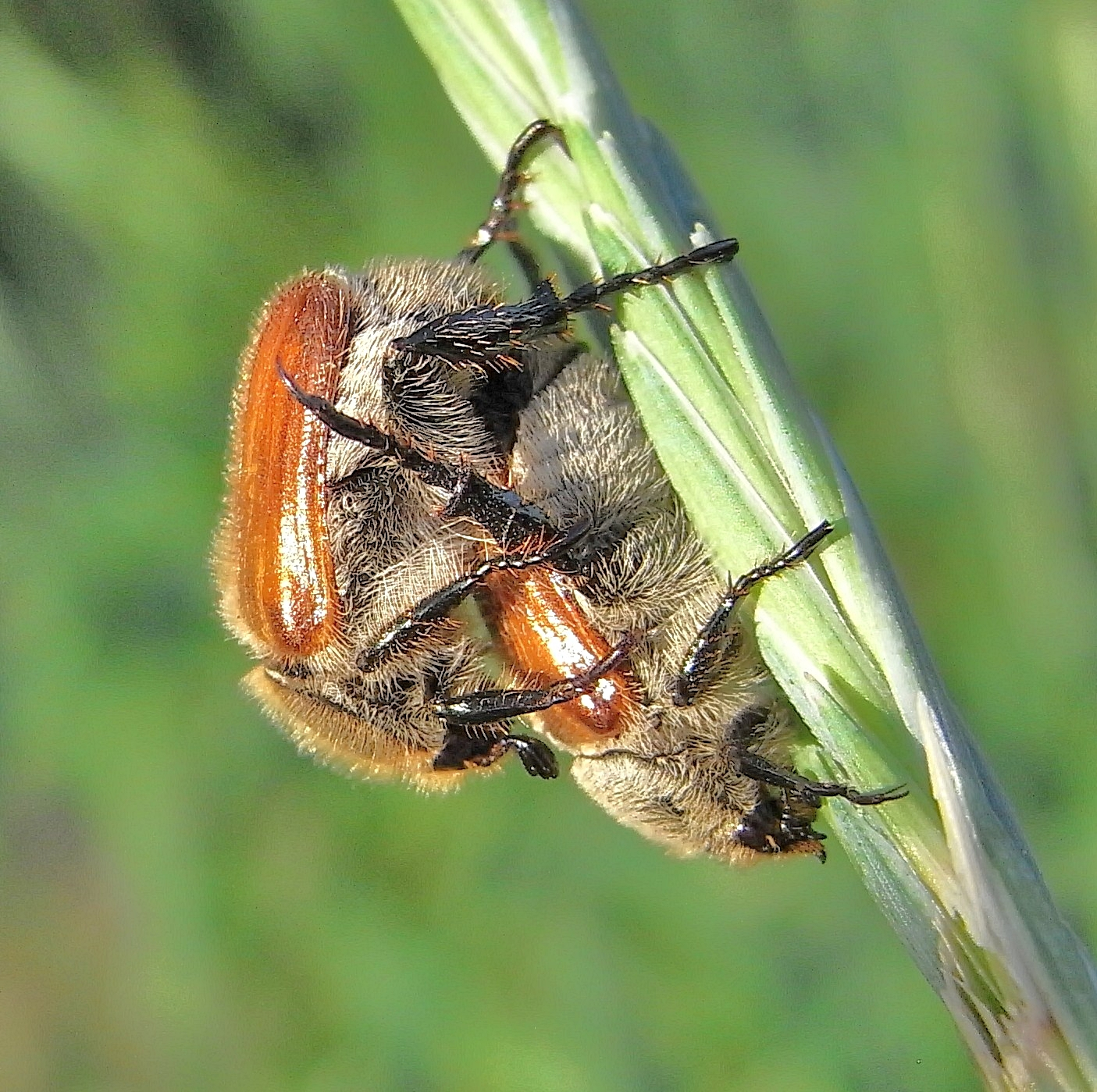
Kopulacja

Owad ciepłolubny, preferujący tereny nizinne. Zasiedla polany, pobrzeża lasów, ugory i pola uprawne, wybierając rejony o lekkiej, przepuszczalnej glebie. Aktywne osobniki dorosłe spotyka się od kwietnia lub maja do czerwca. Żerują na pręcikach kwiatów drzew liściastych oraz niedojrzałych nasionach traw, w tym zbóż. Pędraki rozwijają się w glebie, żerując na korzeniach traw, w tym zbóż. W Europie Środkowej cykl życiowy jest dwuletni.
Gatunek palearktyczny. Podgatunek nominatywny znany jest z Francji, Belgii, Holandii, Luksemburga, Niemiec, Szwajcarii, Austrii, Polski, Czech, Słowacji, Węgier, Białorusi, Ukrainy, Mołdawii, Rumunii, Słowenii, Serbii, europejskiej części Rosji, Armenii i Azerbejdżanu. Ch. s. straminea obejmuje zasięgiem Albanię, Macedonię Północną, Bułgarię i Grecję, a Ch. s. balcanicola Macedonię Północną, Bułgarię i Grecję. Ch. s. velutina znany jest z Krymu, Grecji i anatolijskiej części Turcji. Ch. s. zoubkovii podawany jest z południa europejskiej części Rosji oraz z Kazachstanu. Ch. s. croatica jest endemitem Chorwacji, Ch. s. cretica endemitem Krety, Ch. s. griseovillosa endemitem europejskiej części Rosji, a Ch. s. cordofana i Ch. s. solitarium to endemity anatolijskiej części Turcji. Ch. s. rasa stwierdzony został z „Turkmenii”.
W Polsce chrząszcz ten jeszcze pod koniec XX wieku uchodził za rzadkość. Na „Czerwonej liście zwierząt ginących i zagrożonych w Polsce” umieszczony został jako gatunek bliski zagrożenia wyginięciem (NT). Według stanu na 2021 roku znany jest już jednak z około 60 stanowisk w większej części kraju (brak go na północnym wschodzie i w większości gór) i zasadne wydaje się być obniżenie jego statusu na owej liście do gatunku najmniejszej troski (LC). 